# Соломинка, жаринка і біб
«Соломинка, жаринка і біб» (нім. Strohhalm, Kohle und Bohne) — казка, опублікована братами Грімм у збірці «Дитячі та сімейні казки» (1812, том 1, казка 18). Згідно з класифікацією казкових сюжетів Аарне-Томпсона має номер 292.
1808 року Вільгельм Грімм почув казку від Доротеї Вільд у Касселі. Оповідка схожа за сюжетом з російською казкою «Бульбашка, Соломинка і Личак».

## Сюжет
Одна стара жінка вирішила приготувати бобу. Розпаливши вогонь у печі, вона підклала до дров віхоть соломи та висипала біб у горщик. Однак одне з зернят бобу випало на підлогу й поточилося обабіч соломинки, яка випала старенькій під час розпалювання печі. Невдовзі біля них приземлилася жаринка, якій у такий спосіб вдалося не перетворилася у попіл. Уникнувши наглої смерті, біб запропонував новим знайомим вирушити разом по світу, бо тут завжди на них може чекати нещастя. По дорозі вони натрапляють на струмок і соломинка пропонує лягти впоперек струмка, щоб її товариші могли перейти на другий бік. Коли так вчинила, жаринка пішла першою, але на пів дорозі соломинка загорілася і розломилася навпіл, так, що обоє потонули у воді. Біб, що стояв на березі, почав так сміятися, що від сміху луснув. На щастя поблизу саме проходив кравчик, який зашив його чорною ниткою та в такий спосіб врятував йому життя. Відтоді всі зернята бобу мають чорний шов.